# Brett Brown
Brett William Brown (Rockland, 16 febbraio 1961) è un ex cestista, allenatore di pallacanestro e dirigente sportivo statunitense.

## Carriera da allenatore

### San Antonio Spurs
Il general manager dei San Antonio Spurs R.C. Buford assunse Brown come un membro del dipartimento di basketball operations per la stagione 1998-1999. Nel 2002, dopo un breve periodo con i Sydney Kings, ritornò agli Spurs, questa volta però come director of player development. Fu promosso a vice allenatore nel settembre del 2007, lavorando sotto Gregg Popovich. Popovich chiamò Brown "uno dei suoi migliori amici", e Brown in seguito userà molti degli schemi di Popovich nel suo sistema offensivo.

### Philadelphia 76ers
Durante l'off-season del 2013, a Brown fu offerta la posizione di primo assistente nello staff di Gregg Popovich succedendo a Mike Budenholzer, ma nell'Agosto del 2013, scelse invece di diventare l'allenatore dei Philadelphia 76ers. Ha ereditato una squadra "nel mezzo di una ricostruzione" condotta dal general manager Sam Hinkie, e i Sixers furono capaci di attirare Brown a Philadelphia offrendogli un contratto garantito di quattro anni. La sua nomina lo rese il ventiquattresimo allenatore della storia della franchigia, e la seconda persona ad essere stato allenatore sia nell'NBA e nell'NBL, dopo Mike Dunlap. I Sixers erano la squadra più giovane del campionato durante il primo anno di Brown, e uno dei più giovani di tutti i tempi. Durante la stagione 2013-2014, i Sixers persero 26 partite di fila, pareggiando il record per la striscia di sconfitte più lunga della storia dell'NBA. Il point guard dei Sixers Michael Carter-Williams vinse il premio di NBA Rookie of the Year nel 2014, e ringraziò Brown per averlo aiutato a vincere il premio e a crescere come giocatore.
L'11 dicembre del 2015, Brown rinnovò il contratto con i 76ers. Il 31 maggio 2018 rinnovò di nuovo con i 76ers dopo la loro prima presenza nei play-off dal 2012. Il 7 giugno 2018 fu nominato general manager ad interim dopo le dimissioni di Bryan Colangelo per uno scandalo, dove criticò dei membri della squadra.
Il 24 agosto 2020 fu licenziato come head coach dei 76ers dopo uno sweep nei NBA Playoffs 2020 per mano dei Boston Celtics.

## Statistiche

### Allenatore
| Stagione | Squadra            | Regular Season | Regular Season | Regular Season | Regular Season | Regular Season          | Post Season                                               |
| Stagione | Squadra            | V              | P              | % V            | G              | Posizione finale        | Post Season                                               |
| -------- | ------------------ | -------------- | -------------- | -------------- | -------------- | ----------------------- | --------------------------------------------------------- |
| 2013-14  | Philadelphia 76ers | 19             | 63             | 23,2           | 82             | 5º in Atlantic Division | Manca i play-off                                          |
| 2014-15  | Philadelphia 76ers | 18             | 64             | 22,0           | 82             | 4º in Atlantic Division | Manca i play-off                                          |
| 2015-16  | Philadelphia 76ers | 10             | 72             | 12,2           | 82             | 5º in Atlantic Division | Manca i play-off                                          |
| 2016-17  | Philadelphia 76ers | 28             | 54             | 34,1           | 82             | 4º in Atlantic Division | Manca i play-off                                          |
| 2017-18  | Philadelphia 76ers | 52             | 30             | 63,4           | 82             | 3º in Atlantic Division | Sconfitto alle Semifinali di Conference dai Celtics (1-4) |
| 2018-19  | Philadelphia 76ers | 51             | 31             | 62,2           | 82             | 2º in Atlantic Division | Sconfitto alle Semifinali di Conference dai Raptors (3-4) |
| 2019-20  | Philadelphia 76ers | 43             | 30             | 58,9           | 73             | 3º in Atlantic Division | Sconfitto al Primo Round dai Celtics (0-4)                |
|          | Carriera           | 221            | 344            | 39,1           | 565            |                         |                                                           |